# Kamenica nad Cirochou
Kamenica nad Cirochou (maďarsky Nagykemence) je obec na Slovensku v okrese Humenné. Žije zde přibližně 2 300 obyvatel. Počtem obyvatel jde o největší obec v okrese. Nachází se na východním Slovensku 7 kilometrů od města Humenné. Přes obec protékají řeky Cirocha a Kamenica, které se slévají přibližně 1 km za obcí.

## Historie obce
Původní obec nestála na současném místě, ale byla posunuta výrazně blíže k řece Ciroše. K přesunutí obce na současné místo došlo zřejmě pod vlivem častých povodní. První písemná zmínka o obci pochází z roku 1317, kdy ji král Róbert I. dal spolu s městem Humenné a jinými obcemi do daru rodu Drughetů za věrné služby panovníkovi. První známý název obce byl Kemence a zhruba od roku 1416 se v úředních záznamech obec objevuje jako Nagy Kemence. Zámeček nacházející se v obci byl vybudován rodem Čákiů a po nich přebral tento zámeček rod Andrássyů, ze kterého pochází i poslední hrabě v obci Gejza Andrássy. Ten v roce 1925 odprodal část svých pozemků občanům a tak došlo k výraznému rozšíření obce. V roce 1933 převzala správu lesů a polních majetků státní správa právě od Gejzy Andrássyho. S tím se pojí vznik Vojenských lesů v obci a vybudování pily na elektrický pohon. Dřevo bylo z okolí do této pily svážené úzkokolejnou tratí, která jako jedna z mála plnila svou funkci až do roku 1991, kdy byla odstavena po nehodě. Dnes se už z ní zachovaly pouze torza kolejí na některých místech obce, které se dají najít jen pozorným okem.

## Znak
V bílém poli štítu ze zelené půdy po obou stranách vyrůstající dva zelené stromy s hnědými kmeny, ve středu pole lemeš a radlice černé barvy, umístěné v svislé poloze, obrácené k sobě.

## Pamětihodnosti

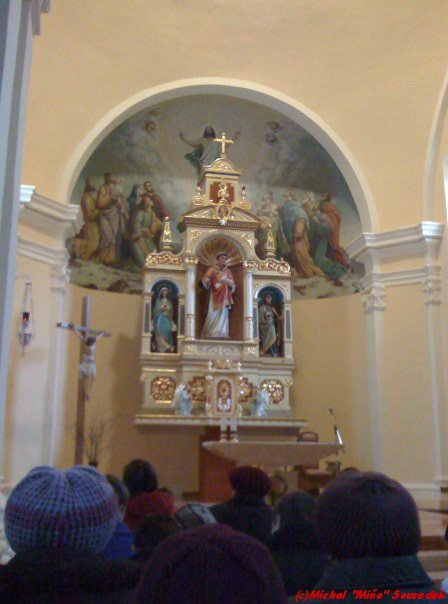
Oltář

- Kostel svatého Štěpána z roku 1782, který byl kompletně zrekonstruován. Pod dohledem památkářů proběhl pod kostelem archeologický průzkum potvrzující existenci pohřebiště na místě současného kostela v minulosti. Nakonec se zrekonstruovala i samotná svatyně. Jako poslední, ale neméně důležitá část, byl osazen původní oltář. Poblíž kostela stojí velmi stará košatá lípa, která se svým věkem a rozměry řadí na 2. místo na východním Slovensku. V listopadu 2011 došlo i ke generální opravě varhan.
- Zámeček z roku 1773 v klasicistním stylu, který není zpřístupněn veřejnosti
- Parní lokomotiva před areálem VLM SR
- Pomník obětem druhé světové války
- Hřbitov z 1. světové války